# Дарен Фергусон
Дарен Фергусон (енгл. Darren Ferguson; рођен 9. фебруара 1972. у Глазгову, Шкотска) је тренер енглеског фудбалског клуба Питерборо јунајтед. Син је Алекса Фергусона.